# Tricyphona (Tricyphona) nigrocuspis
Tricyphona (Tricyphona) nigrocuspis is een tweevleugelige uit de familie Pediciidae. De soort komt voor in het Oriëntaals gebied.